# Opiate
Opiate is een ep van de progressieve rockband Tool, uitgebracht in 1992. 

## Track listing
1. "Sweat" – 3:46
2. "Hush" – 2:48
3. "Part of Me" – 3:17
4. "Cold and Ugly (Live)" – 4:09
5. "Jerk-Off (Live)" – 4:23
6. "Opiate" – 8:28 (Bevat de hidden track "The Gaping Lotus Experience" dat begint op 6:06 in track 6, verwijzend naar het getal van het Beest, 666)

## Muzikanten
- Maynard James Keenan - zang
- Adam Jones - gitaar
- Paul D'Amour - bas
- Danny Carey - drums